# Disa tripetaloides
Espèce
Classification phylogénétique
Statut CITES
Disa tripetaloides est une espèce d'orchidées terrestres d'Afrique du Sud.

## Synonymes
- Satyrium excelsum Thunb.
- Disa excelsa (Thunb.) Sw.
- Disa venosa Lindl.
- Disa falcata Schltr.
- Herschelia excelsa (Thunb.)